# Pipistrellus inexspectatus
Pipistrellus inexspectatus é uma espécie de morcego da família Vespertilionidae. Pode ser encontrada na África Ocidental, na Serra Leoa, Benim, Gana, Nigéria e Camarões.